# Tetracnemus terminassianae
Tetracnemus terminassianae är en stekelart som beskrevs av Herthevtzian 1978. Tetracnemus terminassianae ingår i släktet Tetracnemus och familjen sköldlussteklar.
Artens utbredningsområde är Armenien. Inga underarter finns listade i Catalogue of Life.